# Atestado Federal de Capacidade

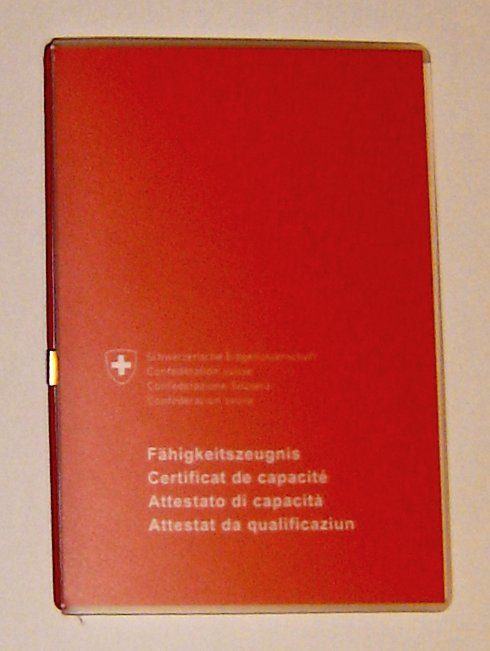
Capa nas línguas e cores oficiais da Confederação Suíça

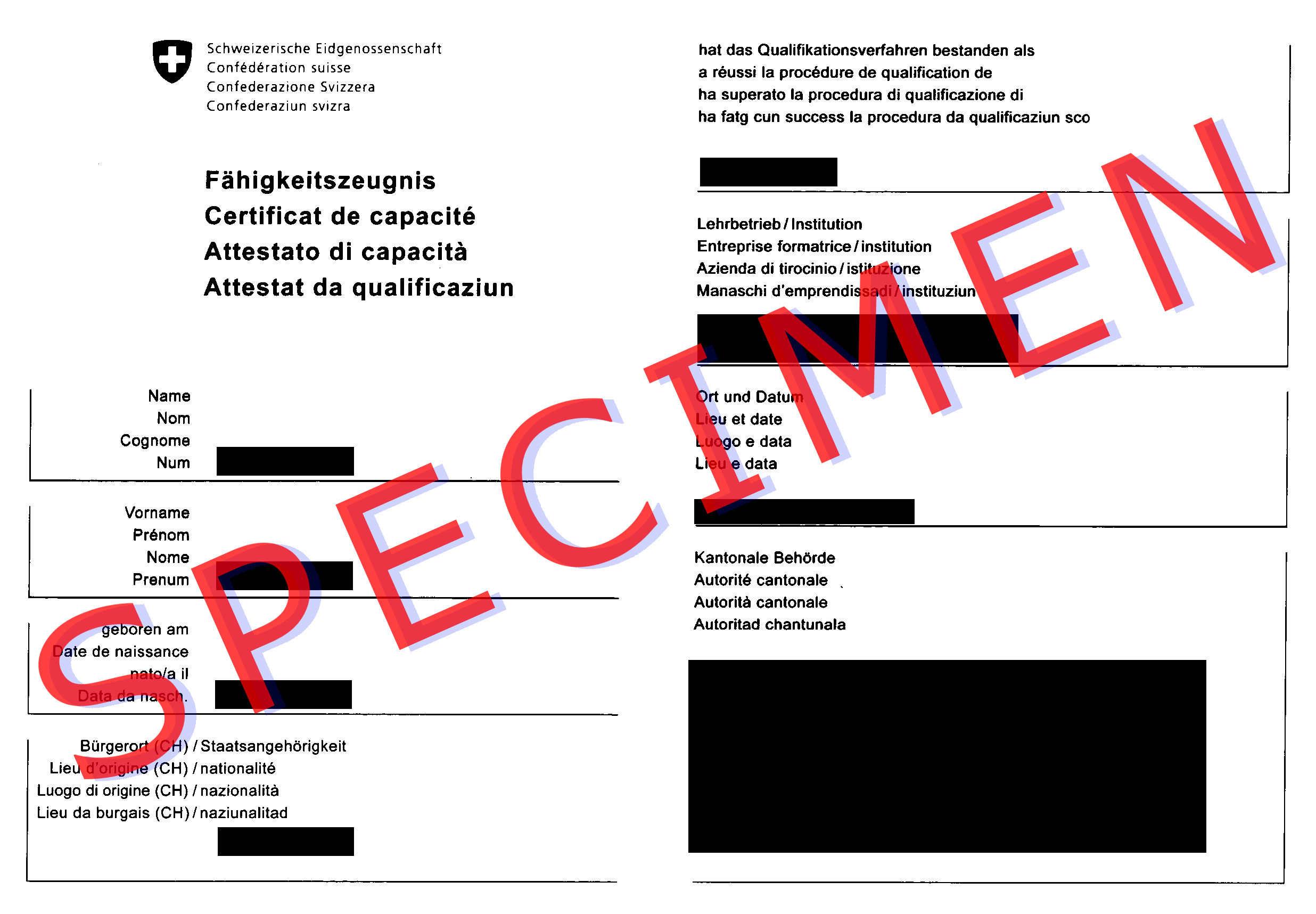
O Atestado Federal de Capacidade (AFC)

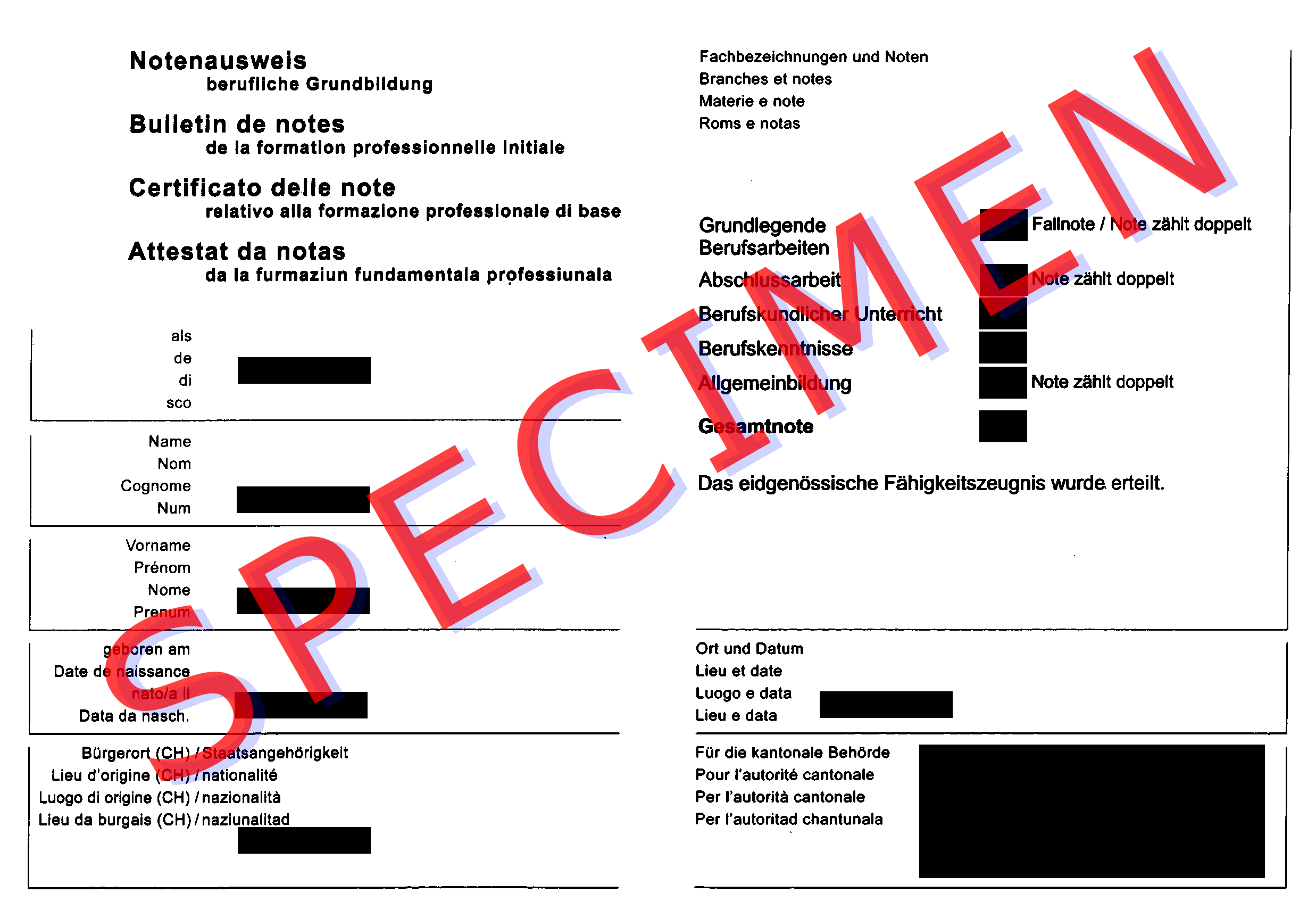
Caderneta de notas do atestado

O Atestado Federal de Capacidade (AFC)  é uma certificação profissional conferida pelas autoridades cantonais suíças a alunos que concluem com êxito estudos profissionais integrais de três ou quatro anos, incluindo-se estágio profissional. Tal certificação de competência pode ser obtida tanto no ensino secundário profissional (educação técnico-comercial integral) como no ensino secundário propriamente dito (ensino de educação geral em tempo integral), e após o treinamento uma espécie de bacharelado também pode ser conferida. Já para aqueles que não concluem o tempo de formação exigido, após dois anos de formação básica já se pode obter uma «atestação profissional» minimamente requerida para exercer uma atividade profissional.
Nos procedimentos de qualificação profissional (teste de aprendizado) as habilidades e aptidões serão ambas avaliadas. Tanto o conhecimento prático adquirido num estágio (50% dos estudos) quanto o conhecimento profissional teórico adquirido em sala de aula (os outros 50%) serão postos à prova por uma equipe técnica avaliadora.
O documento tem formato A5 e o cartão de pontuação (com as notas obtidas) deve vir num documento separado, o que permite ao possuidor mostrar apenas o atestado sem as notas adquiridas. Contudo, no caso do referido cartão de pontuação, este não pode ser apresentado em separado.